# Стара фортеця (телесеріал)
«Стара фортеця» (рос. «Старая крепость») — український радянський телевізійний серіал за однойменною трилогією Володимира Бєляєва. Знятий на Кіностудії імені Олександра Довженка протягом 1973—1974 років.
Складається з трьох частин: «Комісар Сергушин» (1-3 серії), «Будинок з привидами» (4-5 серії), «Місто біля моря» (6-7 серії). Розповідає про хлопців з українського прикордонного міста Кам'янця-Подільського, які стають свідками та учасниками революційних боїв за Радянську владу.
Дія фільму охоплює період з передреволюційних років до 1930-х років. Підпільник-більшовик Сергушин допомагає дітям робітників Василеві Манджурі, Юзекові Стародомському, Петру Маремусі зрозуміти сутність класів.

## Акторський склад
- Леонід Неведомський
- Андрій Федоров
- Володимир Лелетко
- Андрій Сорокін
- Володимир Нікішаєв
- Саша Чагарі
- Коля Симар
- Євген Євстигнєєв - Петлюра
- Марк Брауде
- Юля Якуб
- Коля Кошмяков
- Альоша Менглет
- Едуард Бочаров
- Сергій Сібель
- Ада Волошина
- Сергій Шеметило
- Олена Ізмайлова
- Галина Долгозвяга
- Валентина Владимирова
- Юрій Горобець
- Сергій Десницький
- Микола Лебедєв
- Юхим Копелян
- Валентин Грудинін
- Анатолій Решетников
- Олександр Толстих
- Леонід Марченко
- Борис Юрченко
- Богдан Козак
- Володимир Волков
- Надія Хіль
- Микола Тимофєєв
- Олександр Хвиля
- Валерій Пащенко
- Борис Черногоров
- Василь Хорошко
- Іван Дмитрієв
- Віктор Павлов
- Олексій Панькін
- Лев Перфілов
- Віталій Деркач
- Юрій Дружинін
- Юрій Тавров
- Світлана Кетлерова
- Ігор Борис
- Юрій Дубровін

## Критика
Журналістка Дарія Гірна на своєму ютуб каналі «Обличчя Незалежності» опублікувала розслідування на тему висміювання українців в радянському кіно, де з'ясувала що фільм спотворює історію Української Народної Республіки, радянсько-української війни та містить елементи українофобії (Відео на YouTube).